# Cratere Ruhea
Ruhea è un cratere sulla superficie di Marte.